# هند نوفل
هِند نَوفَل (۱۸۹۲ - ۱۹۵۷) بانوی روزنامه‌نگار لبنانی بود که برای برپایی مجلهٔ الفتاة در ۲۰ نوامبر ۱۸۹۲ شهرت فراگیر یافت.
نخست مجله‌ای برای زنان عرب بود. در حاشیه به مسائل سیاسی و دینی می‌پرداخت و از حقوق زنان و روشنگری دربارهٔ آن دفاع می‌کرد.